# كوبري ستانلي
جسر ستانلي أو كوبري استانلي هو جسر تم بناؤه لتحسين سيولة المرور على كورنيش الإسكندرية في منطقة ستانلي بحي شرق الإسكندرية. الجسر من تنفيذ شركة المقاولون العرب، يتميز الجسر بجمال التصميم حيث يشبه تصاميم القصور الملكية في هيئته والمستوحاه من عمارة عصر النهضة الجديدة، كما أن به إضاءة تميزه وقد أسهم في رفع مستوى المنطقة.
يعتبر كوبري ستانلي من أهم انجازات المحافظ عبد السلام المحجوب حيث انه قام بتوسعه كورنيش الاسكندريه وكان هذا الجسر أحد أهم التوسعات لهذا الكورنيش وقد تم افتتاحه في 2 سبتمبر 2001، مشروع إنشاء كوبرى فوق خليج ستانلى من اتجاه واحد ومواز لطريق الكورنيش وهذا ضمن المرحلة الثالثة لأعمال تطوير كورنيش الأسكندرية بأجمالى طول 400 م وعرض 21 م

## أعمال فنية
- ظهر في فيلم صايع بحر من بطولة أحمد حلمي.
- ظهر في فيلم الدادة دودي بطولة ياسمين عبد العزيز.
- ظهر في إعلانات شركة اتصالات مصر.

## معرض الصور

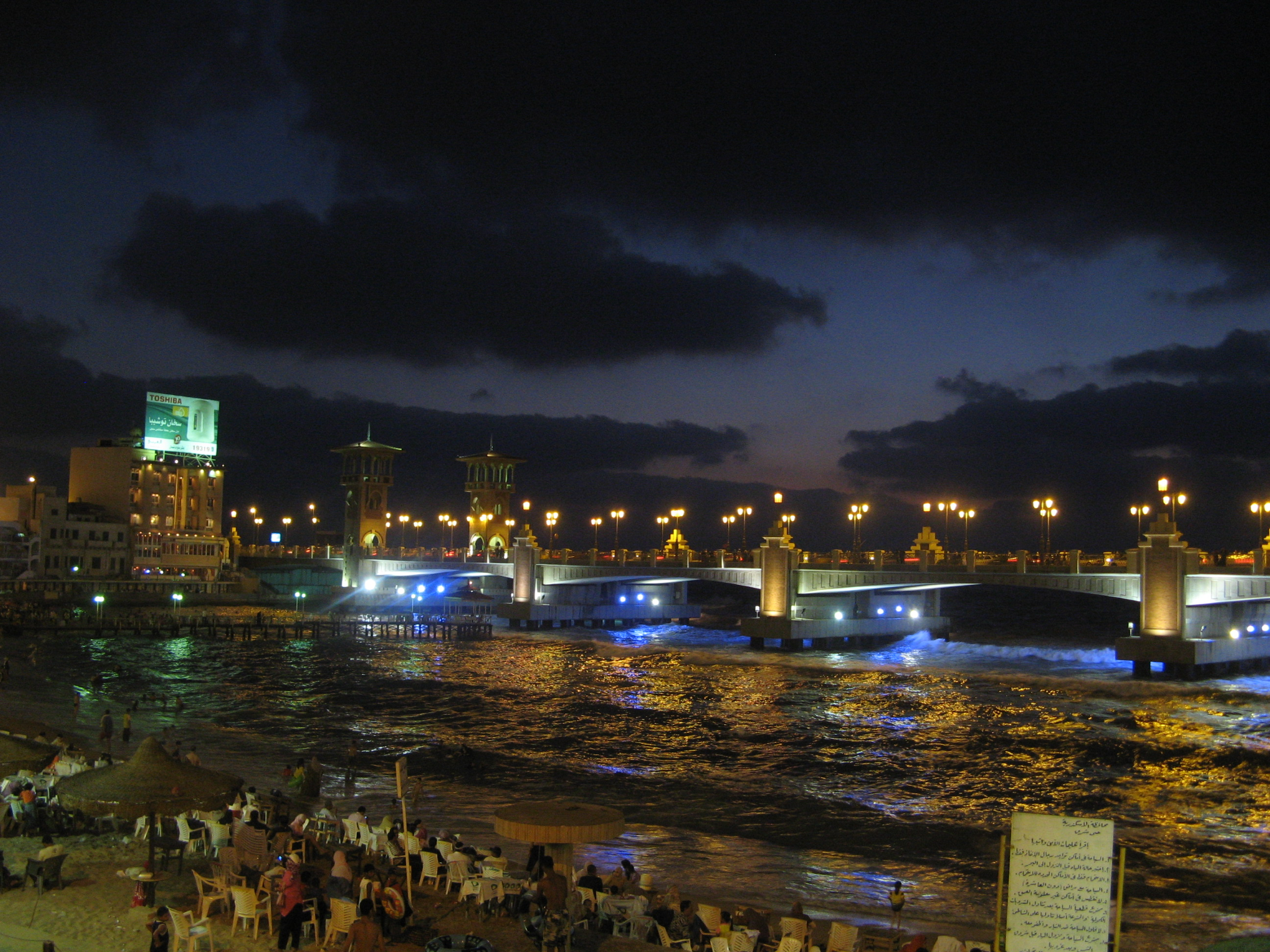
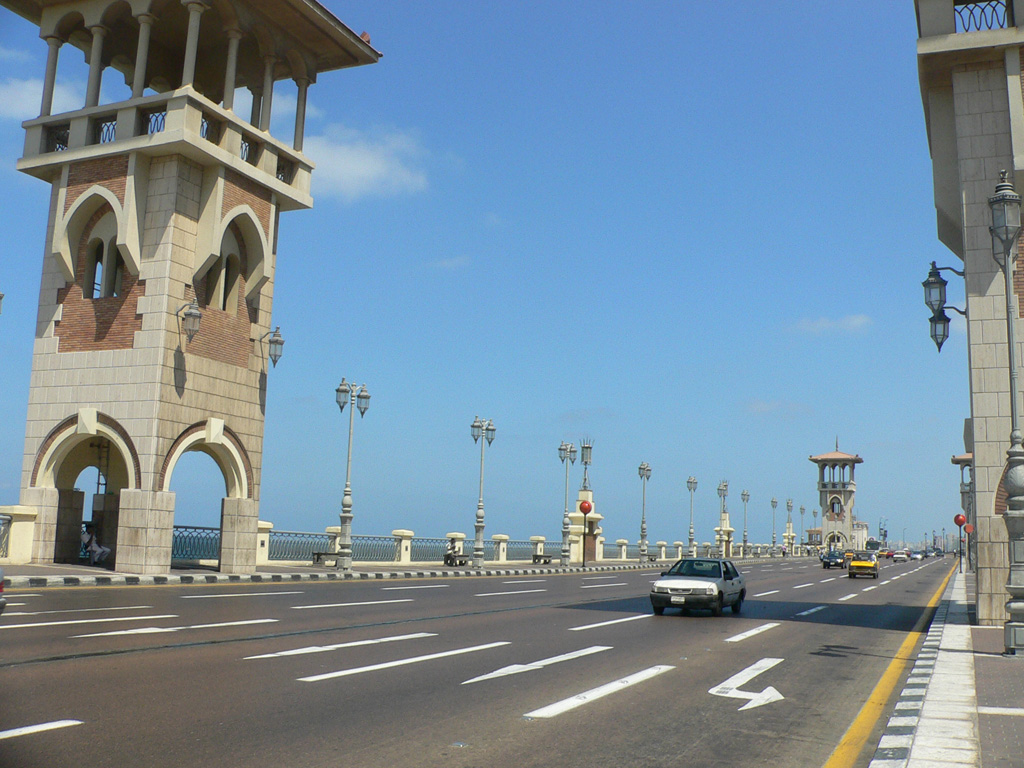
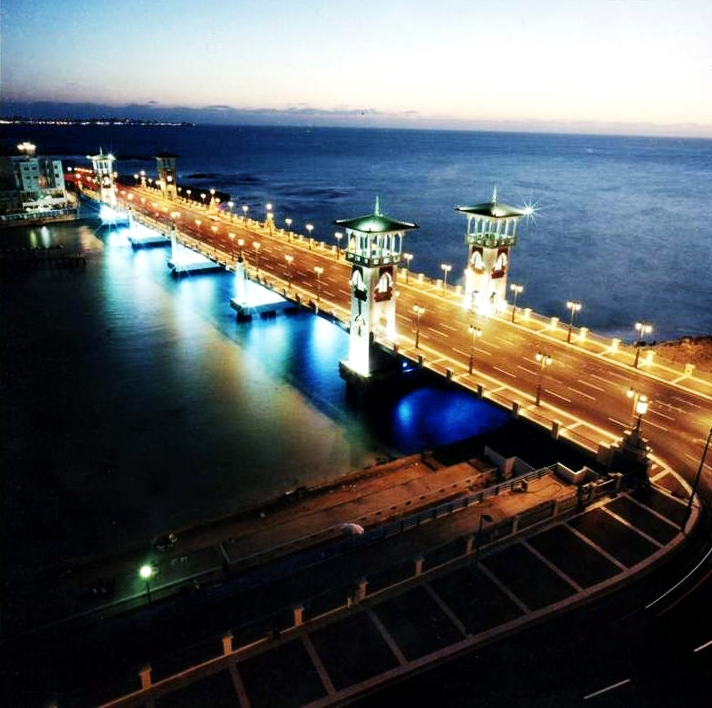
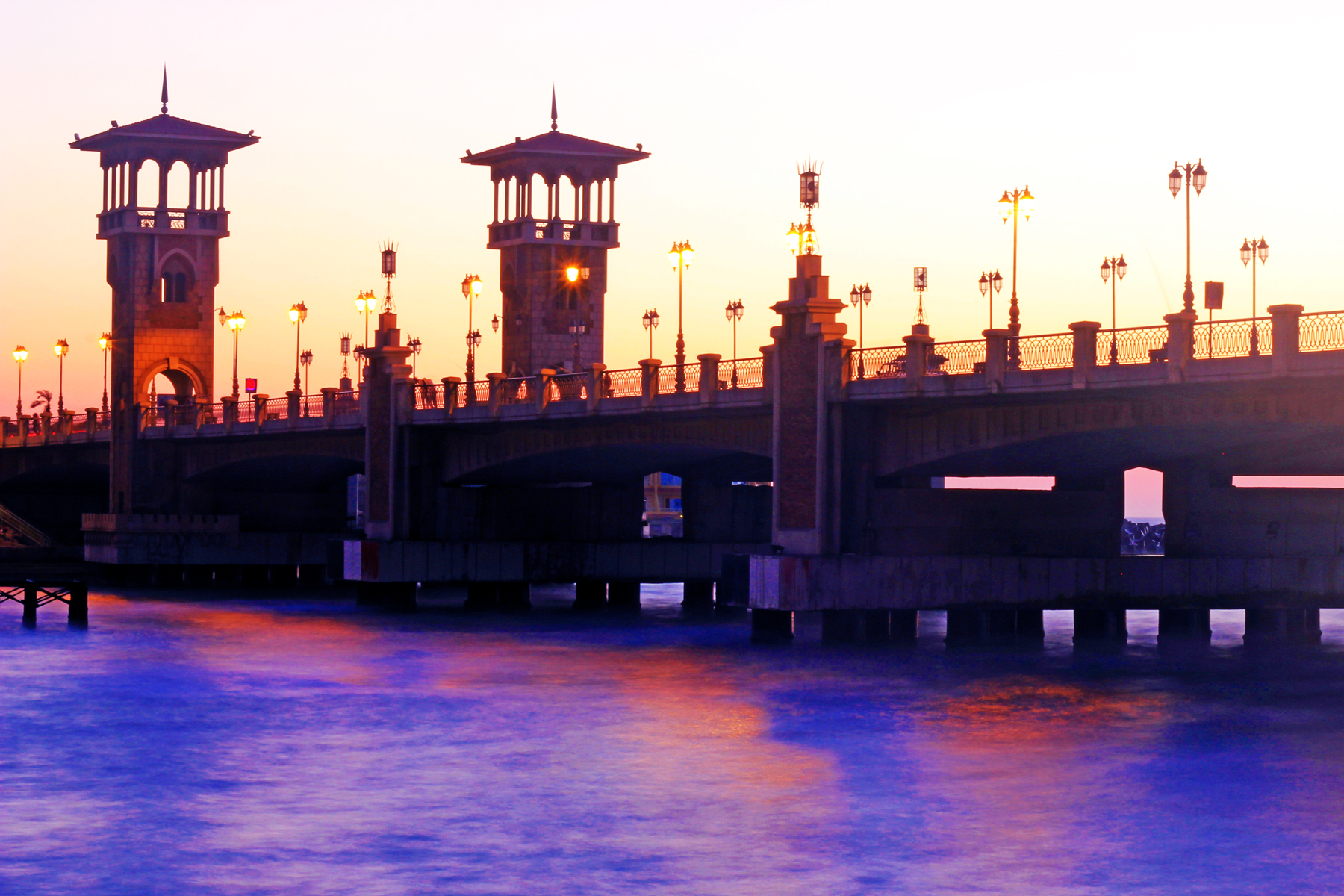
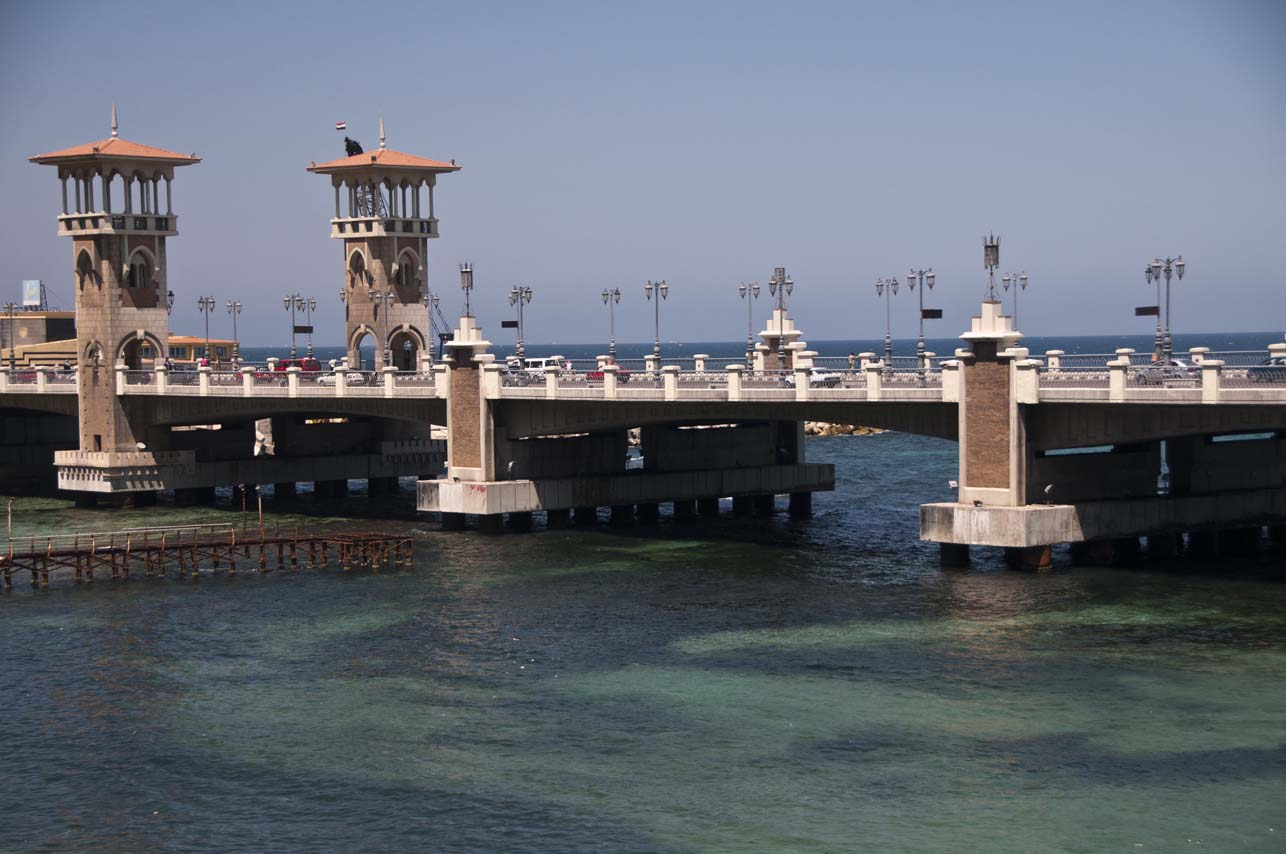
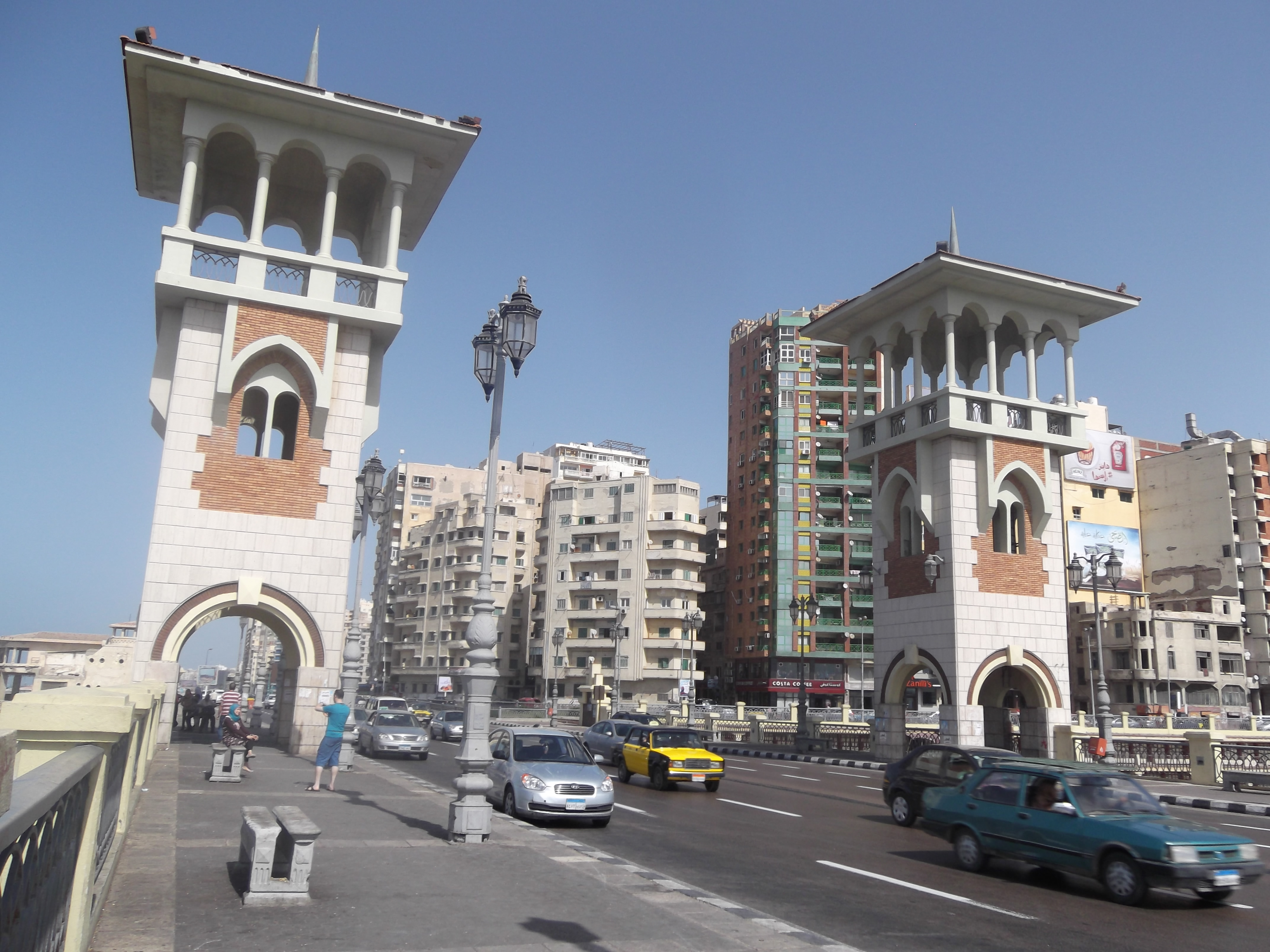
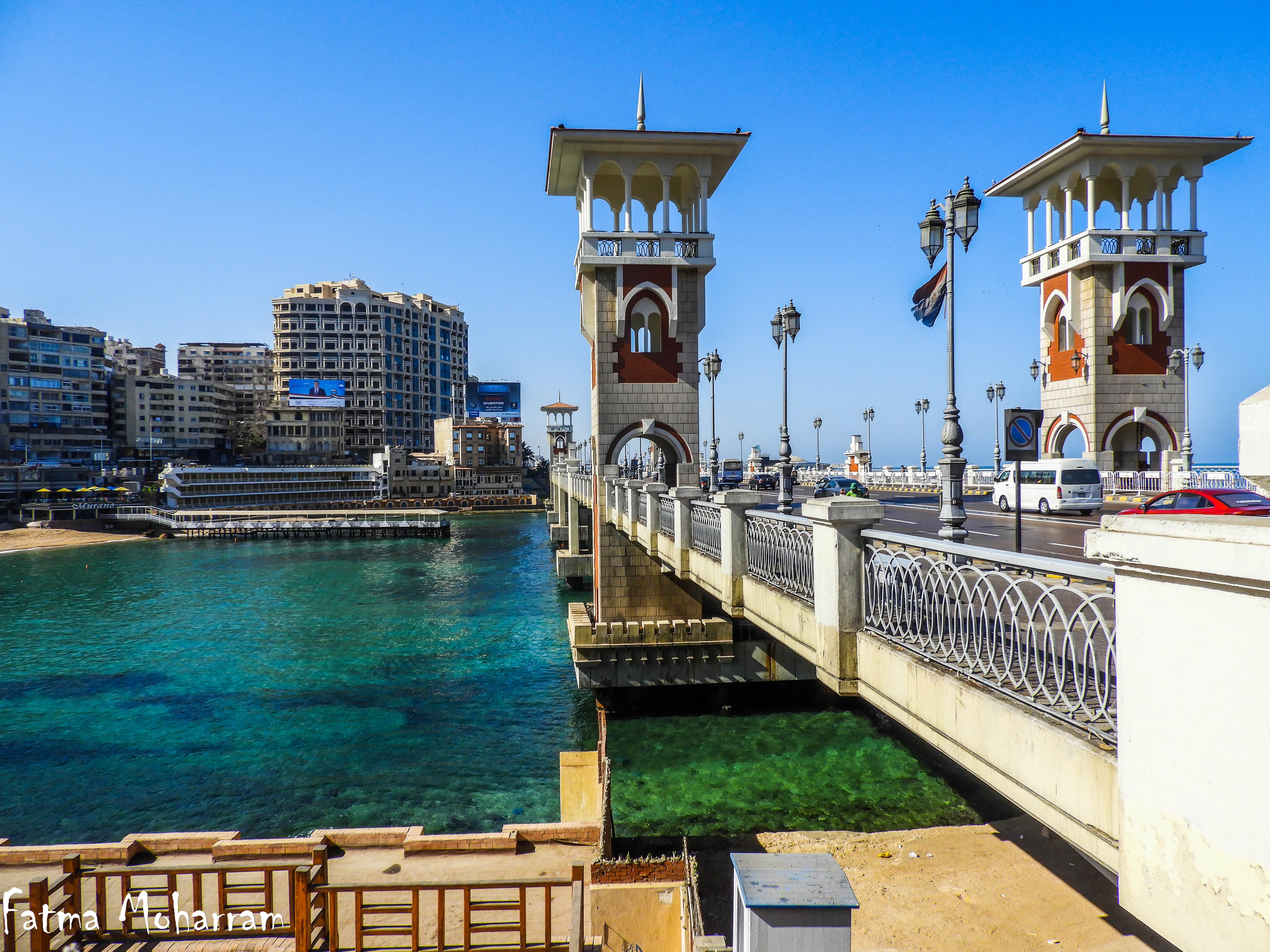
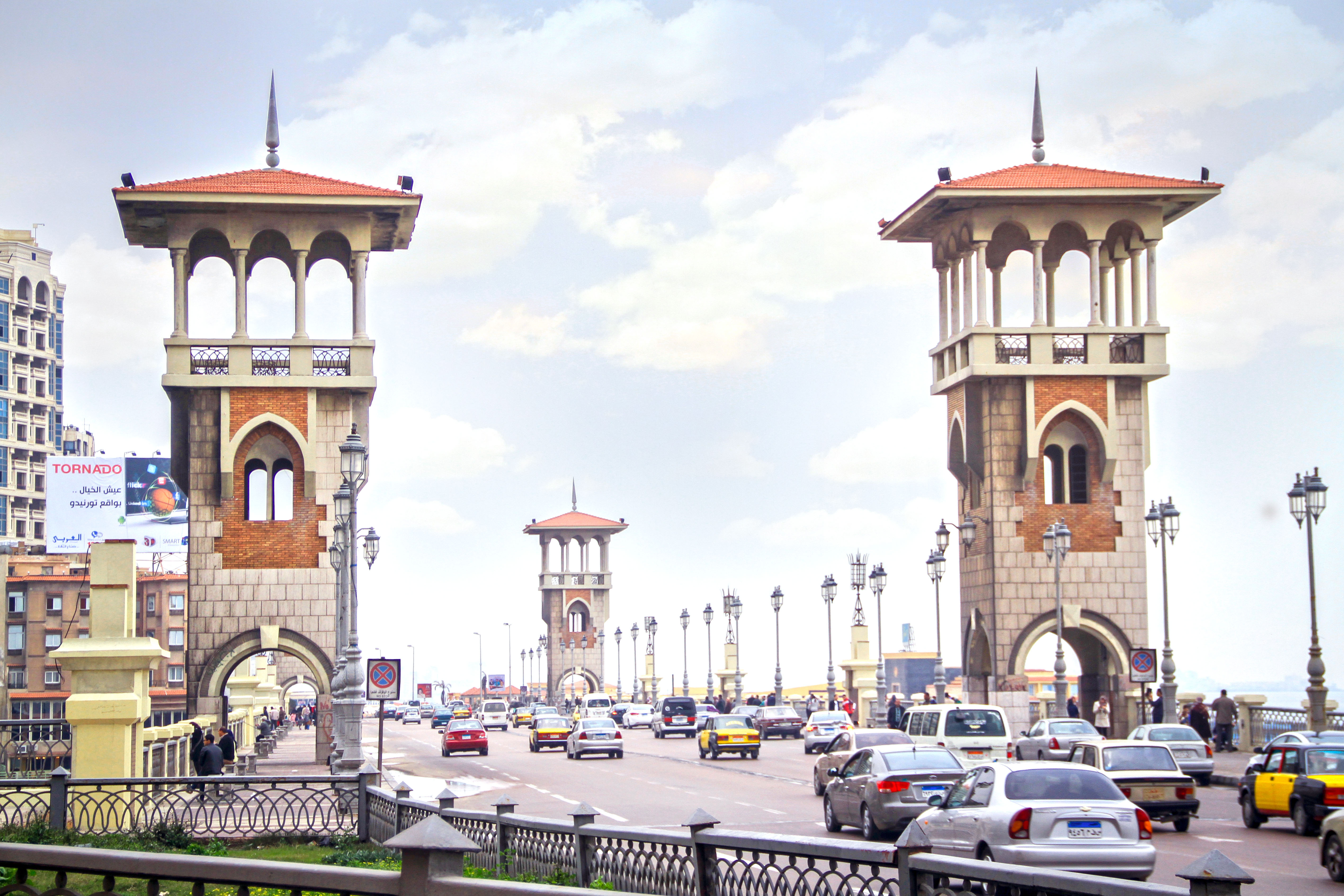
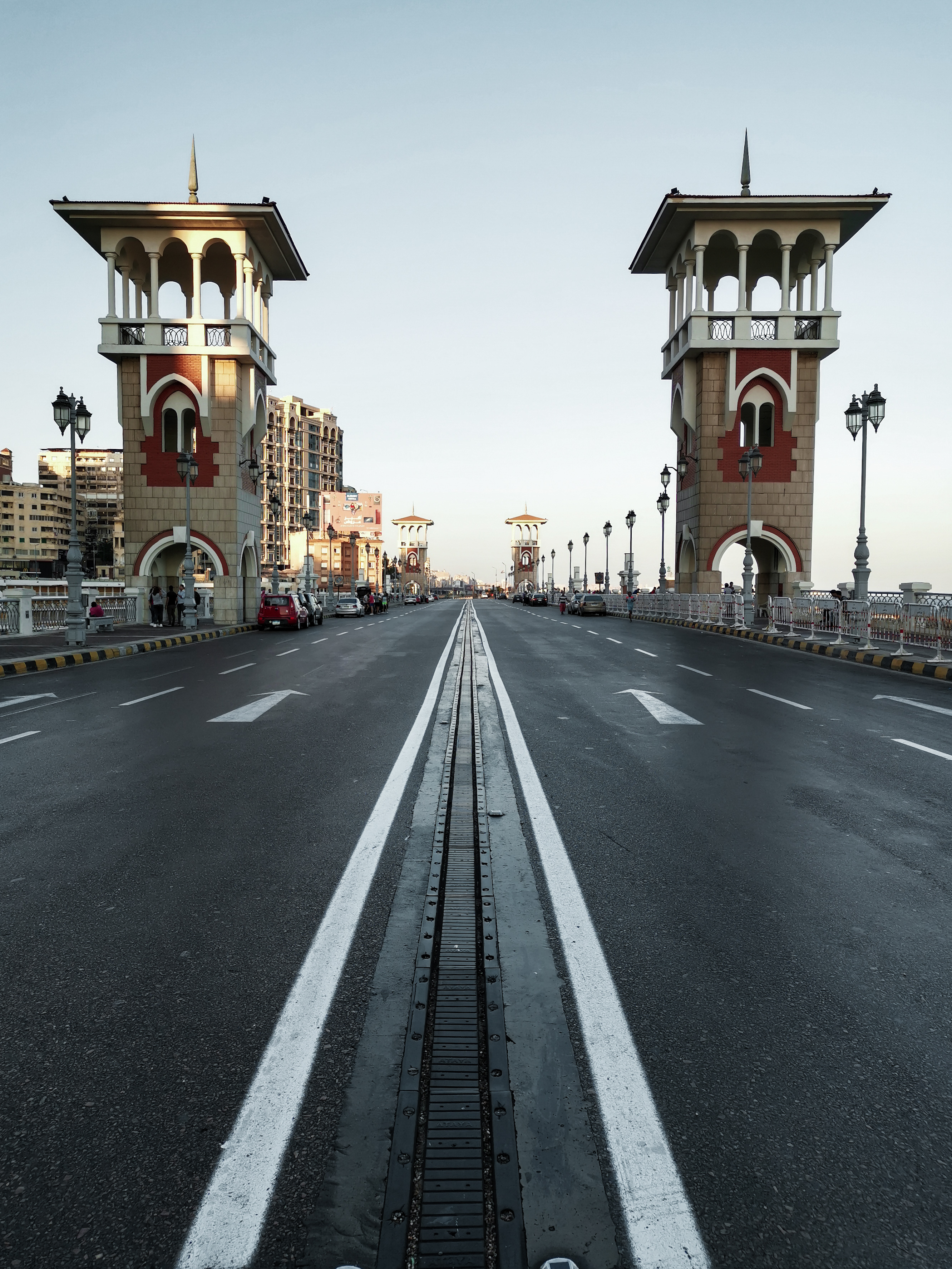
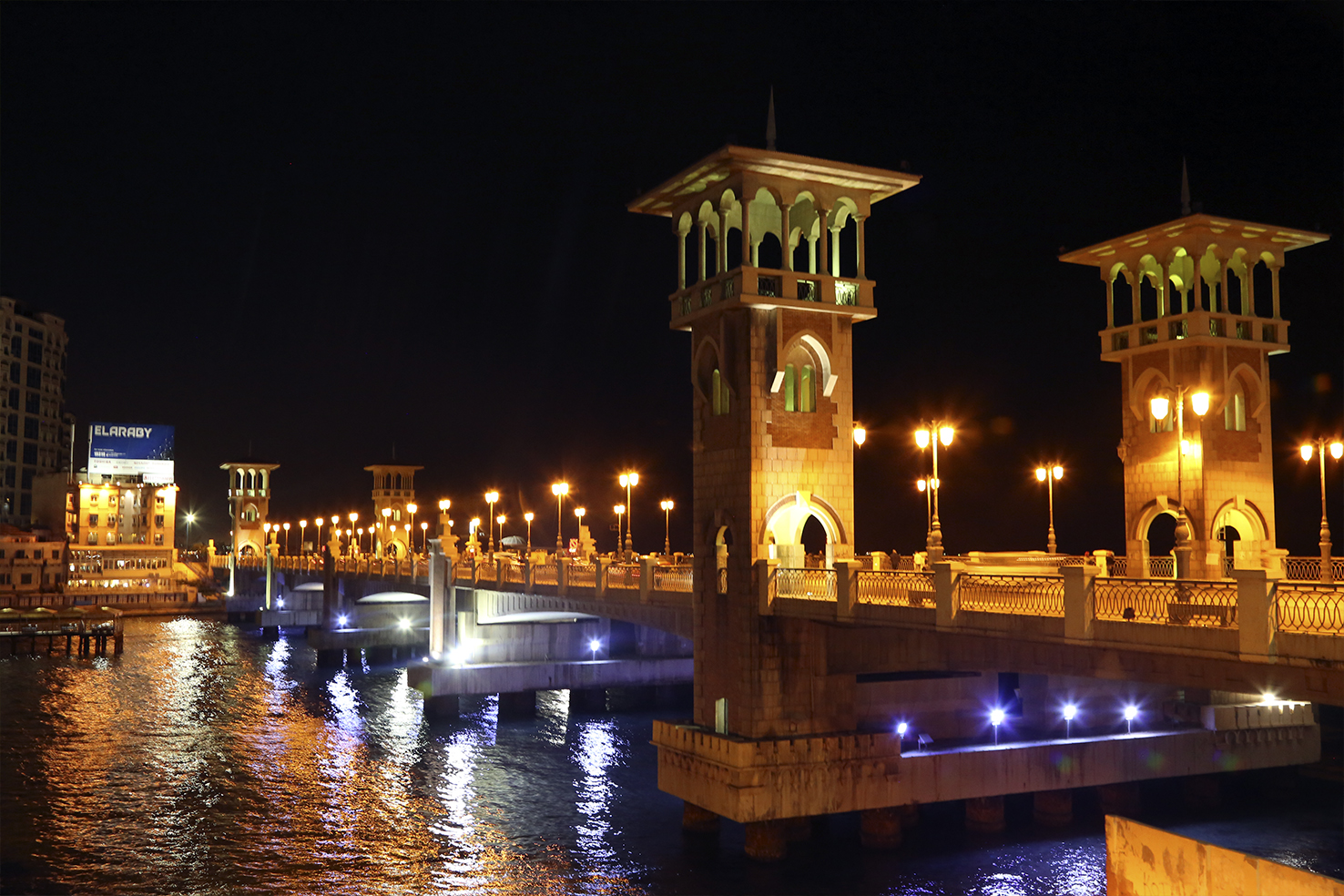
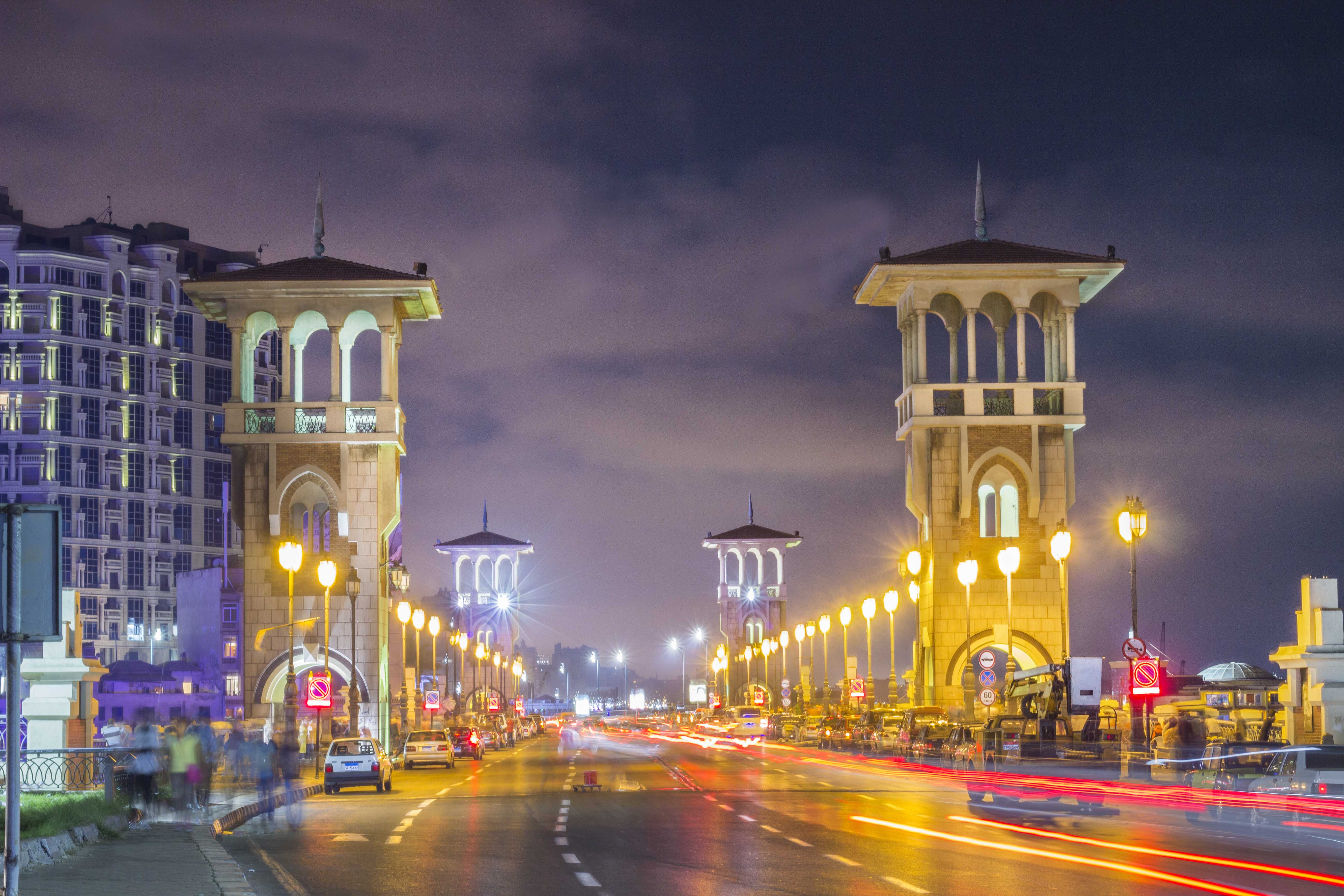
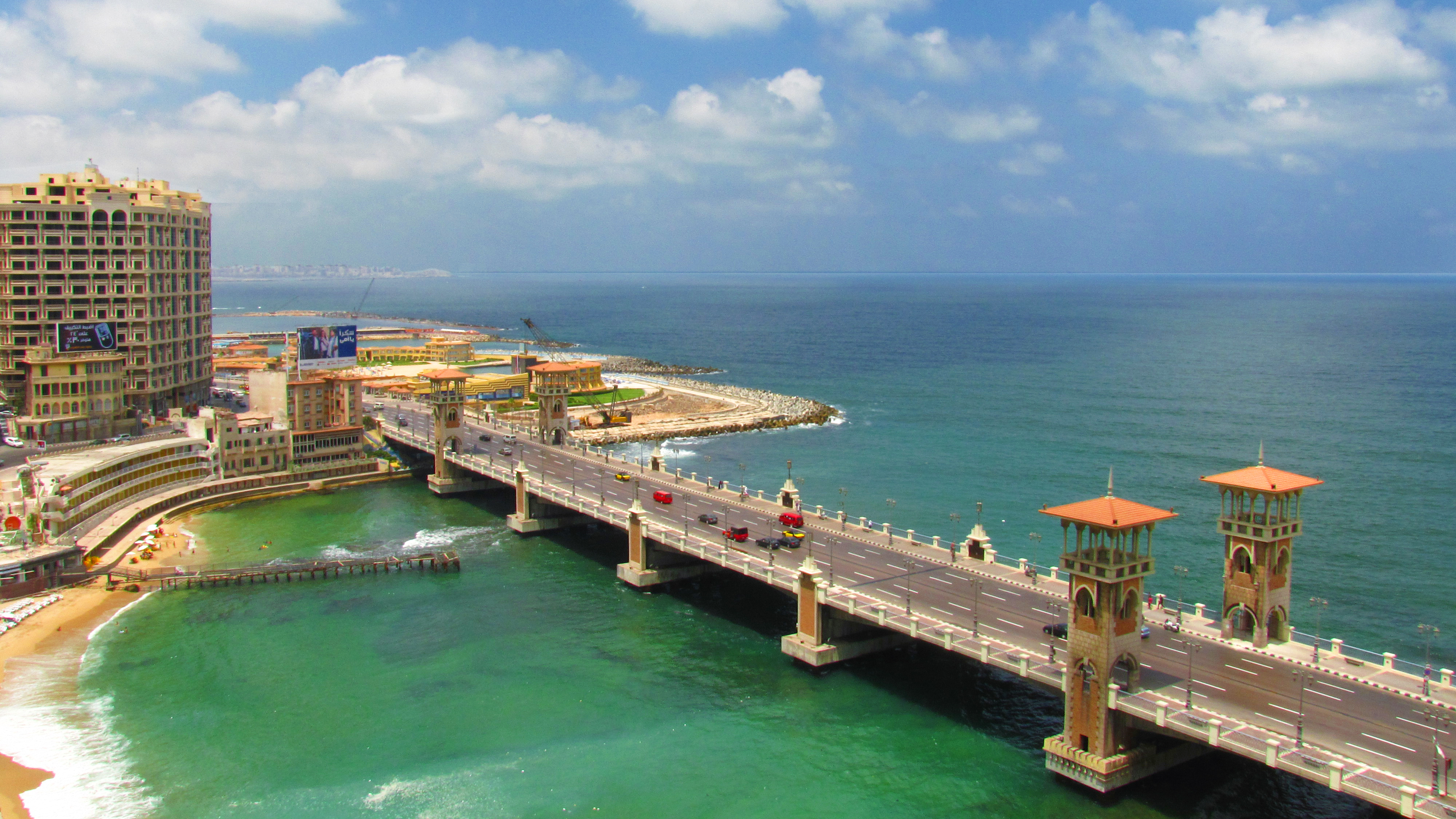
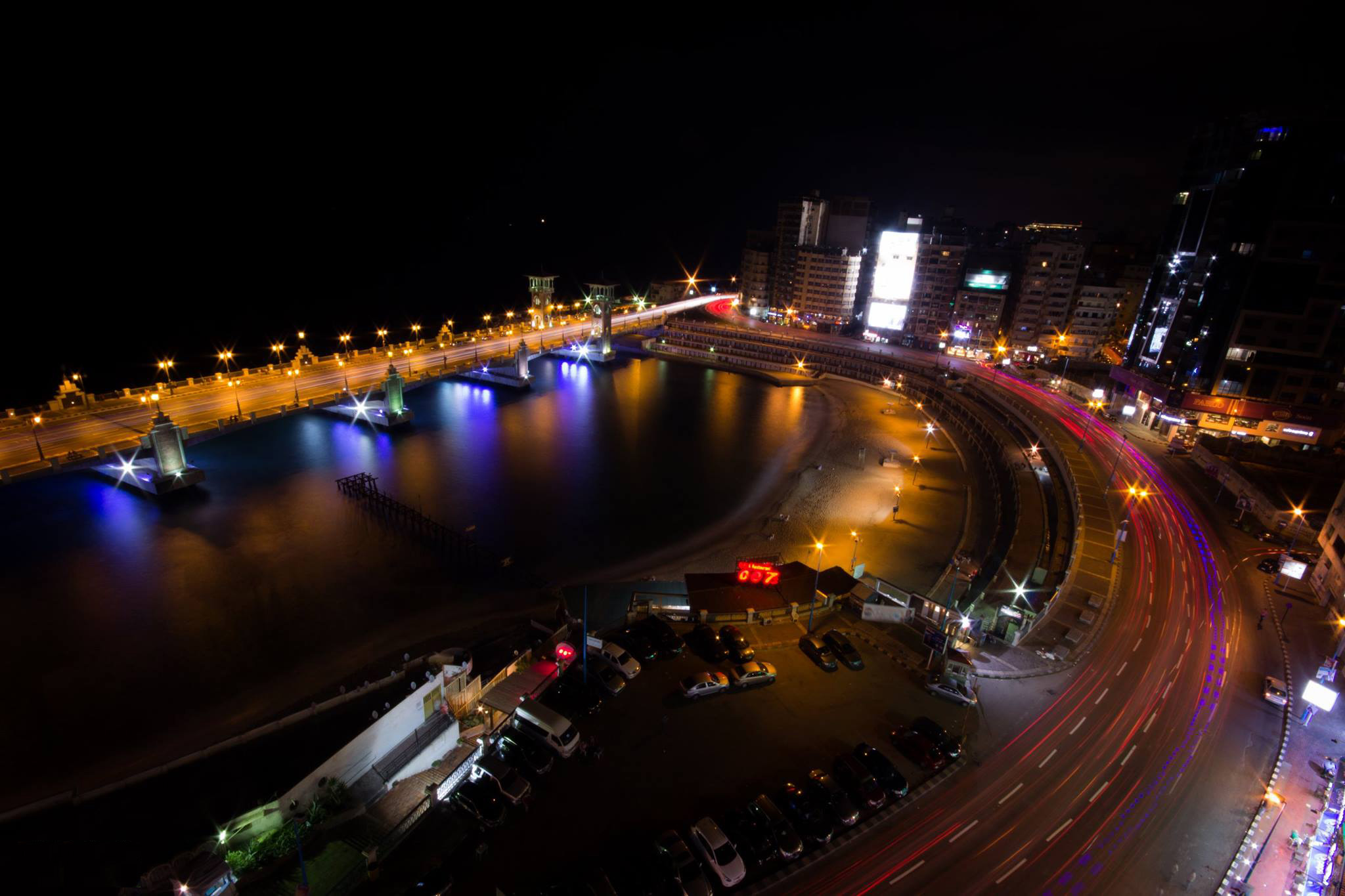